# 털없음 정리
일반 상대성 이론에서 털없음 정리(-定理, 영어: no-hair theorem) 또는 무모 정리(無毛定理)란 블랙홀의 모든 특성은 질량, 전하, 각운동량에 의해서만 결정된다는 이론이다. 이 세 성질을 제외하면, 모든 블랙홀은 정확히 같은 모양과 성질을 가진다. 여기서 털이란 블랙홀을 구분할 수 있는 특성을 뜻한다. 즉, 블랙홀은 질량과 전하, 각운동량을 제외하고는 털이 나 있지 않다.

## 같이 보기
- 블랙홀 정보 역설
- 사상수평선망원경

## 참고 문헌
- Piotr T. Chruściel, João Lopes Costa, Markus Heusler (2012). “Stationary black holes: uniqueness and beyond”. 《Living Reviews in Relativity》 (영어) 15: 7. arXiv:1205.6112. Bibcode:2012LRR....15....7C. ISSN 1433-8351.
- Bhattacharya, Sourav; Amitabha Lahiri (2007년 11월 16일). “Black-hole no-hair theorems for a positive cosmological constant”. 《Physical Review Letters》 (영어) 99 (20): 201101. arXiv:gr-qc/0702006. Bibcode:2007PhRvL..99t1101B. doi:10.1103/PhysRevLett.99.201101. ISSN 0031-9007.
- Weinberg, Erick J. (2002). “Black holes with hair” (영어). arXiv:gr-qc/0106030. Bibcode:2002aibq.conf..523W.
- Mavromatos, Nikolaos E. (1996). “Eluding the no-hair conjecture for black holes” (영어). arXiv:gr-qc/9606008. Bibcode:1996gr.qc.....6008M.